# Первая книжка праздных мыслей праздного человека
Первая книжка праздных мыслей праздного человека (англ. «Idle Thoughts of an Idle Fellow») — сборник юмористических рассказов английского писателя Джерома Клапки Джерома (1859—1927).
Опубликован в 1886 году. Эта книга стала второй опубликованной книгой автора, она помогла ему выдвинуться в ведущие английские писатели-юмористы. «Первая книжка праздных мыслей праздного человека» написана в том же стиле, что и повесть «Трое в лодке, не считая собаки», и считается одной из лучших работ Джерома. Несмотря на это, «Первая книжка праздных мыслей праздного человека» никогда не была популярна так же, как вышеупомянутая повесть.
Книга «Ещё праздные мысли» (англ. «Second Thoughts of an Idle Fellow») была опубликована в 1898 году. Прежде рассказы из этих сборников появлялись в журнале «Домашние куранты», в котором позже будет печататься повесть «Трое в лодке, не считая собаки».

## Содержание
Книга состоит из эпиграфа, предисловия и 14 независимых друг от друга рассказов, которые распределены по темам:
1. О том, как бывают в стесненных обстоятельствах (On Being Hard Up)
2. О том, как бывают не в духе (On Being in the Blues)
3. О суете и тщеславии (On Vanity and Vanities)
4. Об успехах в жизни (On Getting On in The World)
5. О праздности (On Being Idle)
6. О влюбленности (On Being in Love)
7. О погоде (On the Weather)
8. О кошках и собаках (On Cats and Dogs)
9. О робости (On Being Shy)
10. О грудных младенцах (On Babies)
11. О еде и питье (On Eating and Drinking)
12. О комнатах с мебелью (On Furnished Apartments)
13. Об одежде и поведении (On Dress and Deportment)
14. О памяти (On Memory)

## Отрывки из книги
Предупреждаю вас, не вздумайте только, чтобы выйти из затруднения, представляемого необходимостью угадать пол ребенка, отнестись к этому ребенку, как к существу среднего рода. Много есть способов, посредством которых вы можете покрыть себя стыдом и позором. Перерезав, например, целую семью и выбросив тела убитых в общественный колодец, вы навлечете на себя вражду всех их ближайших соседей. Ограбление церкви тоже сильно уронит вас, в особенности в глазах местного духовенства и прихожан. Но если вам вздумалось бы испытать всю полноту гнева и ненависти, на которую только способны люди, то попробуйте отнестись в присутствии молодой матери к её ребенку, как к существу бесполому, не употребляя личных местоимений ни «он» ни «она».
Память — это своенравный ребенок, разбивающий и ломающий все свои игрушки. Помню, например, как я, еще совсем маленьким, свалился в мусорную яму, но о том, каким путём я из неё выбрался, — ничего не помню. Поэтому, если бы нам приходилось основывать свои суждения на одной памяти, то я, помня только о своем пребывании в мусорной яме, мог бы, по логике, быть вынужденным признать, что и посейчас нахожусь в этом прекрасном месте.
Очень трудно наслаждаться праздностью, когда человек не погружен по горло в дело. В ничегонеделании, когда совсем нечего делать, нет никакого удовольствия. В последнем случае вынужденная праздность тоже является своего рода обязательным трудом и даже очень тяжелым. Праздность, чтобы быть приятной, должна уворовываться, подобно поцелуям.

## Влияние на другие литературные работы
В 1891 году под псевдонимом Дженни Рэн была опубликована книга «Ленивые мысли ленивой девушки» (англ. «Lazy Thoughts of a Lazy Girl»). Кто является автором книги, до сих пор неизвестно. Она написана в том же формате, что и «Первая книжка праздных мыслей праздного человека», но от лица женщины.
«Первая книжка праздных мыслей праздного человека» повлияла своим названием и идеями на британский журнал «Лентяй» (англ. «The Idler»), который печатается два раза в год.

## Интересные факты
- Джером посвятил «Первую книжку праздных мыслей праздного человека» своему другу и товарищу по праздности — своей трубке.